# 維利納烏克蘭 (斯卡多夫斯克區)
46°17′3″N 32°3′33″E / 46.28417°N 32.05917°E
維利納烏克兰（直译：自由乌克兰）是位於烏克蘭南部的村莊，由赫爾松州斯卡多夫斯克區的丘拉基夫卡市鎮負責管轄。該村始建於1875年，面積0.04平方公里，海拔高度1米，2001年人口7，人口密度每平方公里200人。